# Parc de la Garenne (Nérac)
Le parc de la Garenne ou parc royal de la Garenne de Nérac est un parc d'origine royale longé par la Baïse en Lot-et-Garonne.
L'endroit est d'abord une garenne royale dont l'aménagement débute à l'orée du XVIe siècle. Il devient rapidement un lieu prisé de la cour de Navarre, servant de lieu de promenade de chasse et de jeu, notamment pour le jeu de mail. Après la mort d'Henri IV, son état se dégrade et ses arbres sont régulièrement coupés. Le XIXe siècle marque le renouveau du parc. En effet, son exploitation comme réserve de bois est interdite et son accès devient plus aisé grâce aux travaux de Georges-Eugène Haussmann ; le parc est également devenu la propriété de la ville, il est par conséquent accessible à tous les promeneurs. C'est aussi à cette époque que sont découvertes des mosaïques romaines et que sont installés des aménagements destinés aux promeneurs (bancs, fontaines, kiosque, théâtre de plein air...). En 1909, le parc de la Garenne devient le premier site classé de la région Aquitaine, une protection étendue en 2020 aux Jardins du Roy situés de l'autre côté de la Baïse.
Du fait de son histoire riche, le parc est ponctué de fontaines très anciennes comme la fontaine du Dauphin (1602) et d'arbres parfois vieux de plus de 200 ans. C'est aussi un lieu abritant des espèces protégées.

## Histoire

### Un parc royal
Le parc existe probablement depuis le Moyen Âge mais son aménagement a débuté à l'orée du XVIe siècle, sous l'impulsion d'Henri Ier d'Albret,.

#### HenriIerd'Albret
En 1510, Henri Ier fait acquérir des terrains à proximité du château afin d'y aménager une garenne et un jardin. Il noue une relation d'amitié avec François Ier et épouse sa sœur Marguerite de Navarre en 1527. François Ier donne en héritage à Henri Ier les biens des Armagnac dont avait hérité le duc d'Alençon, premier époux de Marguerite de Navarre ; et c'est ainsi que Henri Ier d'Albret se trouve en possession du patrimoine de l'une des plus grandes familles de Gascogne. La garenne et le jardin s'étendent de part et d'autre de la Baïse et servent de lieu de promenade, de jeu, de chasses et de fêtes. Marguerite de Navarre y situe même certaines intrigues de son Heptaméron. Le parc n'est accessible que depuis la terrasse du château, c'est donc un espace privé, réservé à la famille royale et à ses proches.

#### Jeanne d'Albret et Antoine de Bourbon
À l'époque, une demeure seigneuriale ne peut être envisagée sans un jardin de plaisance et c'est ainsi que Jeanne d'Albret et Antoine de Bourbon vont clore le parc d'un mur vers 1560. Ce premier parc s'étend alors jusqu'à la fontaine Saint-Jean, il est appelé « petite garenne »,. Par ailleurs, la fontaine Saint-Jean semble avoir été construite à cette époque.

#### Henri IV et Marguerite de Valois

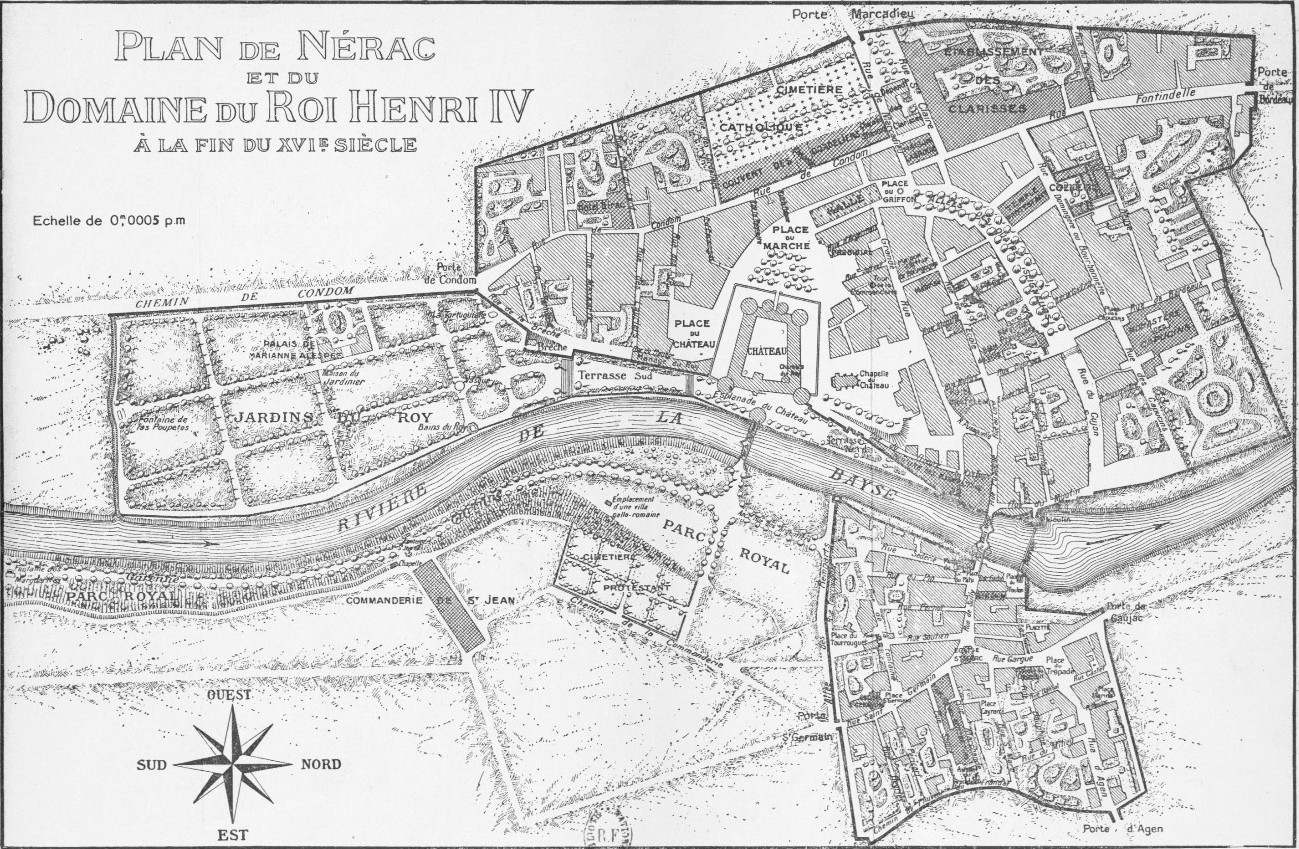
Plan de la ville de Nérac. Le parc de la Garenne est appelé parc royal.

Marguerite de Valois et Henri III de Navarre font un second enclos qui se prolonge jusqu'au bourg de Nazareth, formant l'« allée des 3000 pas » qui s'étendait, comme aujourd'hui, le long de la Baïse. Marguerite de Valois décrit la création de l'allée dans ses mémoires :

« le roi mon mari et madame la Princesse sa sœur allant, d'un côté au prêche, et moi à la messe, en une chapelle qui est dans le parc ; d'où comme je sortais, nous nous rassemblions pour nous aller promener ensemble, ou dans un très beau jardin qui a des allées de laurier et de cyprès fort longues, ou dans le parc que j'avais fait faire en des allées de trois mille pas, qui sont au long de la rivière. »

Cette promenade, considérée à l'époque comme l'une des plus belles du royaume est également un lieu propice au jeu de mail. Après son couronnement en 1589, Henri IV ne revient plus sur les terres de son enfance et confie donc le domaine à sa sœur Catherine de Bourbon. Cette dernière poursuit les aménagements et le site est si réputé que William Shakespeare l'aurait choisi pour cadre de sa pièce Peines d'amour perdues dans les années 1595. Catherine invite également le calviniste Jacques II Androuet du Cerceau, contrôleur général des bâtiments du roi, qui donne un portrait du domaine perdu aujourd'hui. En cette fin de siècle, la garenne ne sert plus de lieu de chasse contrairement aux pratiques qui avaient cours sous Henri Ier, c'est devenu un parc d'agrément, qui reste par ailleurs indépendant du Jardin du Roy. C'est un espace qui reçoit des aménagements destinés aux animaux comme un colombier et une étable pour les vaches à la fin des années 1570.

### Après la mort d'Henri IV
En 1610, alors qu'Henri IV meurt assassiné par Ravaillac, le domaine se voit rattaché à la Couronne de France. Nérac demeure cependant un lieu important pour les dernières guerres de religion et alors que Henri de Rohan s'oppose à la restitution des biens de l’Église catholique en Béarn le 4 juin 1621 ; une véritable insurrection s'empare de la ville et chasse les catholiques. Au cours de cette insurrection, la fontaine des Poupettes est détériorée et les arbres des parcs et jardins du roi sont coupés. La cité est assiégée par les troupes royales et finit par capituler le 7 juillet.
Le roi Louis XIII, fil d'Henri IV, se rend à Nérac du 27 au 29 novembre 1621 et fait démolir les murailles de la ville en guise de représailles ; un sort que connaissent toutes les cités protestantes.
La garenne et les jardins sont dégradés par les crues régulières de la Baïse, M. Morin (rédacteur d'un rapport à la duchesse de Bouillon) écrit en 1654 : « votre parc garenne et jardin sont dans un état si pitoyable, que j'en ai grand honte ». De grands travaux de défrichement et de replantage sont alors engagés et le jardin d'agrément des rois de Navarre devient un jardin planté d'espèces utilitaires. Dès l'année 1655 les vieux arbres peu productifs et morts pour la plupart sont déracinés et les trous sont rebouchés. On y plante à la place des arbres fruitiers tels que des cerisiers, figuiers et pruniers qui sont disposés de manière rationalisée. Quant au parc de la Garenne, les fontaines qui ponctuent son parcours font l'objet de restaurations. Il conserve l'agencement qu'il avait du temps de la reine Margot avec la fameuse allée des 3 000 pas qui longe la Baïse. Les ormes plantés dans les années 1580 sont alors en pleine croissance et rythment donc avantageusement le parcours. Le jardin et le parc de la Garenne sont dorénavant surveillés par des gardes et il est interdit d'y couper des arbres,.

#### AuXVIIIesiècle
Robert de Hesseln, dans son Dictionnaire Universel de la France (1771), décrit le parc de la Garenne avec un certain enthousiasme :

« l'on va dans une garenne qui a un beau jeu de mail. On l'appelle la garenne de Bas, parce qu'il y en a deux. Au milieu de cette garenne, on trouve une belle allée, qui conduit à un moulin qu'on nomme Nazareth. À gauche et près du château, il y a une fontaine dans un roc, appelée fontaine de Saint-Jean, qui fournit de l'eau à la ville par trois gros jets différents ; on voit proche de cette fontaine un arbre nommé l'arbre de la Reine. La garenne d'en haut est de même longueur que celle d'en bas, et on voit les deux extrémités par le moyen d'une allée de gros arbres, »

Cependant le bois du parc de la Garenne est peu exploité et surtout, il est victime de coupes illégales qui lui ôtent les deux tiers de sa valeur. Ce problème des coupes illégales dure depuis François Ier et concerne tout le royaume mais la situation s'aggrave au XVIIIe en raison de la croissance de la population.

### Après la Révolution
En 1793, des ailes du château sont rasées. En 1795 les Jardins du Roy sont vendus par lots aux enchères, puis c'est au tour de la Garenne d'être proposée aux enchères, par lots également,. La garenne est achetée par la commune grâce à un décret de Napoléon Ier daté du 7 août 1810. Le parc de la Garenne est alors divisé en deux parties, l'une étant dévolue à la promenade publique et l'autre, constituant une réserve de bois exploitable et régulée par l'administration forestière. Cependant un arrêté du 4 janvier 1818 vient mettre un terme à cette division et consacre l'entièreté du parc de la Garenne à l'agrément des citadins ; le sol y est nivelé, sablé, et ponctué de bancs.
Le parc de la Garenne devient un lieu privilégié pour les festivités publiques, notamment la fête annuelle organisée en l'honneur du « bon roi Henri » et un lieu d'entraînement pour la Garde Nationale.

#### Haussmann à Nérac

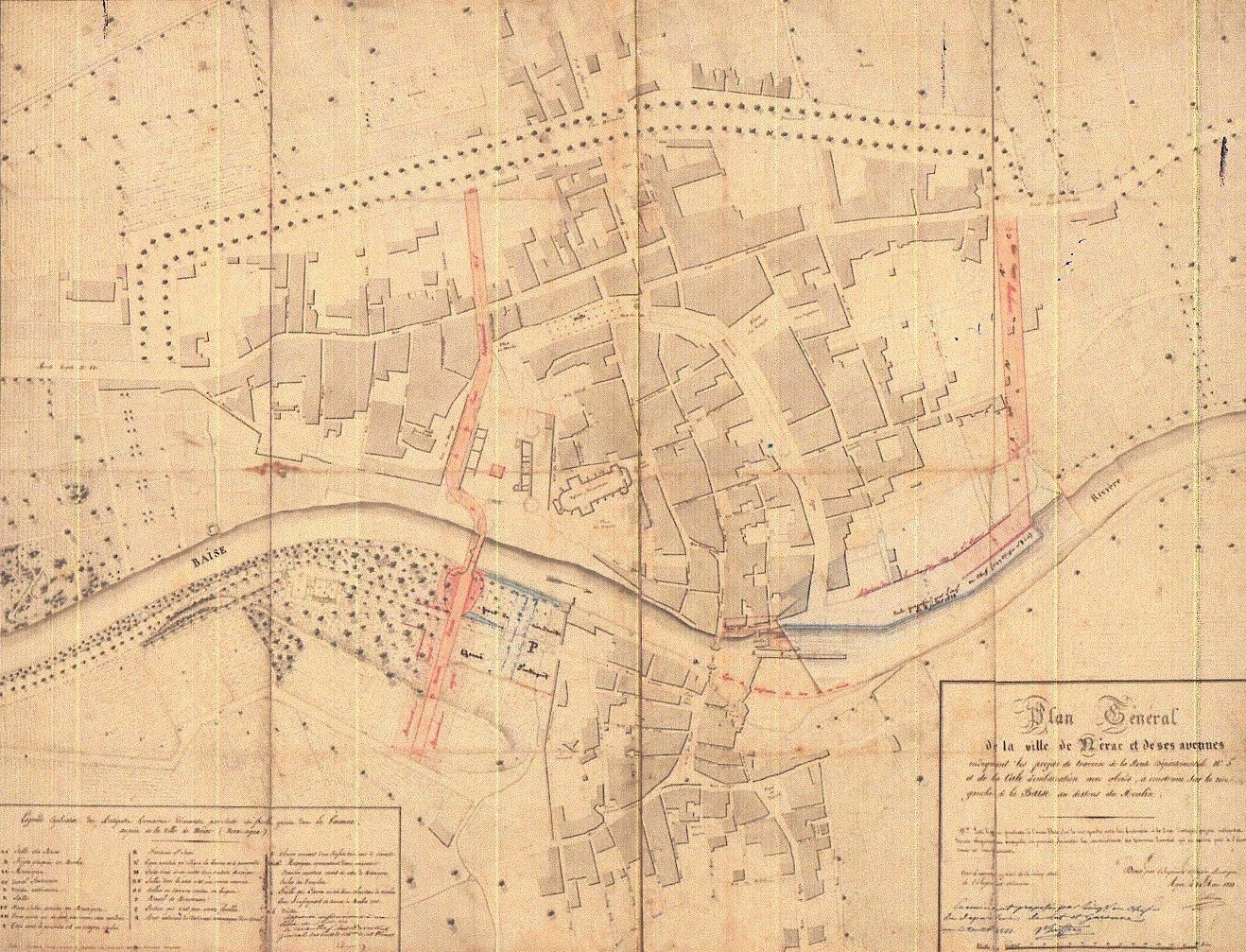
Plan général de la ville de Nérac en 1833. Les percées haussmanniennes sont représentées en rouge. Le parc de la Garenne est traversé par l'avenue haussmannienne et la partie qui se trouve à droite de cette avenue ne fait dès lors plus partie du parc.

Georges Eugène Haussmann, le futur auteur des percées haussmanniennes de Paris devient sous-préfet de Nérac en 1832, à l'âge de 23 ans. Il manifeste déjà à cette époque un fort intérêt pour la modernisation des voies de communication qu'il traduit dans son action sur la ville de Nérac. Au moment où il prend ses fonctions, Haussmann hérite d'une situation particulière ; une grande partie du château a été rasée et laisse donc un espace vide, le pont qui le reliait au parc de la Garenne est vétuste et surtout, il n'y a pas de liaison directe entre Nérac et Agen. Afin de faciliter la liaison entre Nérac et Agen, il fait percer la route d'Agen qui traverse une partie du parc de la Garenne sous la forme d'une avenue bordée d'arbres, séparant le Petit Nérac du parc de la Garenne. Il crée également une voie traversant le centre historique de Nérac et relie cette voie à la route d'Agen en suivant le tracé des anciennes douves du château. Enfin, le pont qui reliait autrefois le château à la garenne est remplacé par le Pont Neuf, dont l'édification est confiée à Jacques-Samuel de Bourousse de Laffore, constitué d'une seule arche en anse de panier et achevé en 1837.

#### Découvertes authentiques et authentiques impostures
En 1833, Maximilien Théodore Chrétin, professeur de dessin à Nérac procède à des fouilles archéologiques dans le parc et découvre une villa gallo-romaine. Quoique la découverte fut authentique, Chrétin l’accompagne d'un véritable travail de faussaire en créant de toutes pièces des inscriptions épigraphiques telle l'énigmatique « MTCNDP » qui ne signifie rien de moins que « Maximilien Théodore Chrétin, natif de Paris ». Il crée une douzaine d’inscriptions et de médaillons, tous en rapport avec l'empereur romain Tétricus. De même il invente une épouse à cet empereur qu'il prénomme Néra, pour faire découler le nom de la ville de Nérac du nom de l'épouse de l'empereur,. Avec cette duperie, il réussit à confondre Prosper Mérimée, alors inspecteur général des Monuments historiques. À la suite de cette supercherie, les fouilles sont abandonnées en 1847 et ne reprennent qu'en 1966. Les mosaïques découvertes sont authentiques et elles étaient visibles des passants au XIXe siècle grâce à des édifices de protection. Mais elles se détérioraient au contact de l'air et c'est pourquoi le conseil municipal les a recouvertes de terre en 1847. Les plus grandes furent par la suite transportées à la mairie où elles sont encore exposées aujourd'hui tandis que la plus petite est encore visible dans le parc. 

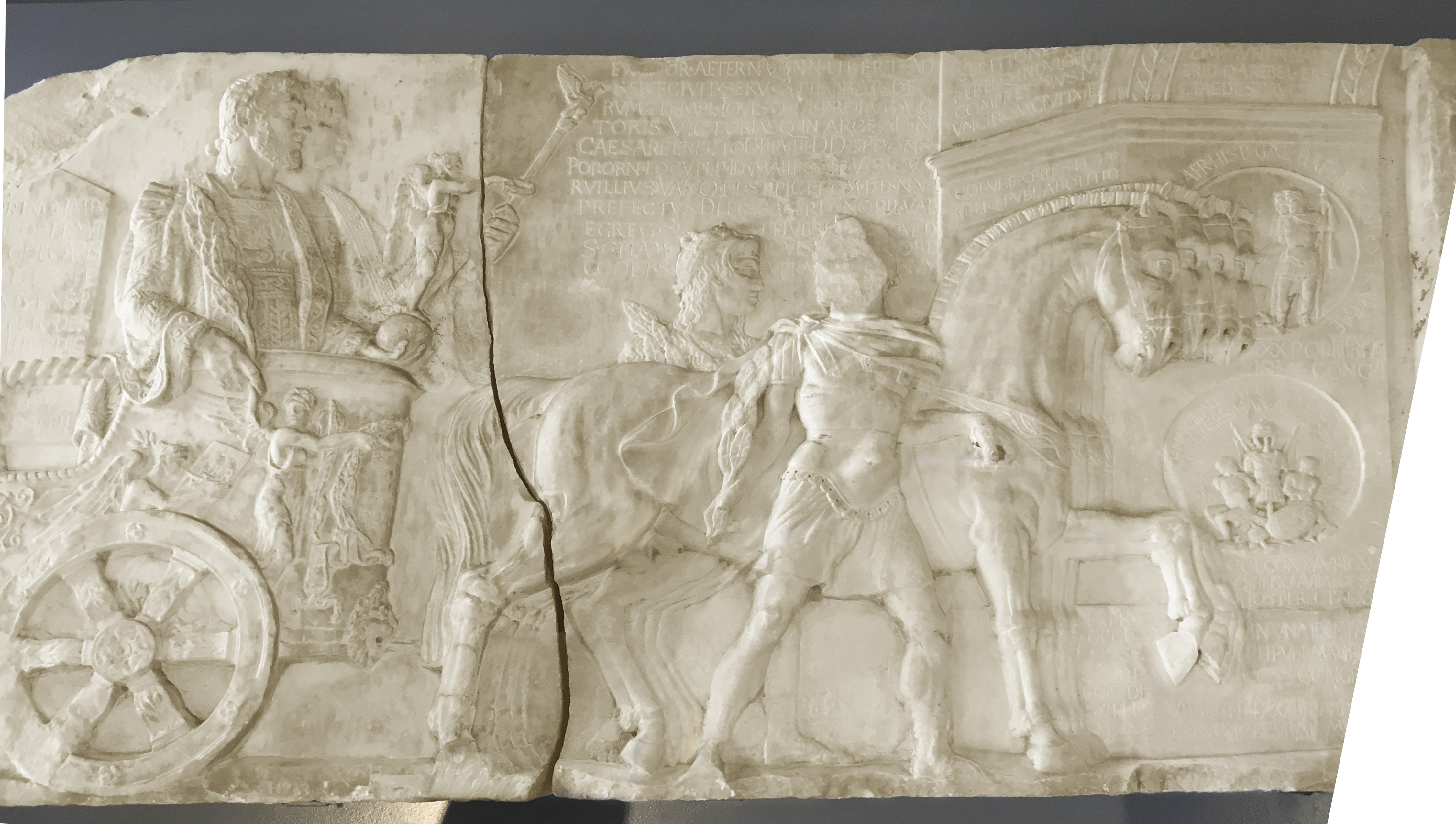
Maximilien Théodore Chrétin, Le triomphe de Tétricus (faux archéologique), 1832, Toulouse, musée Saint-Raymond.
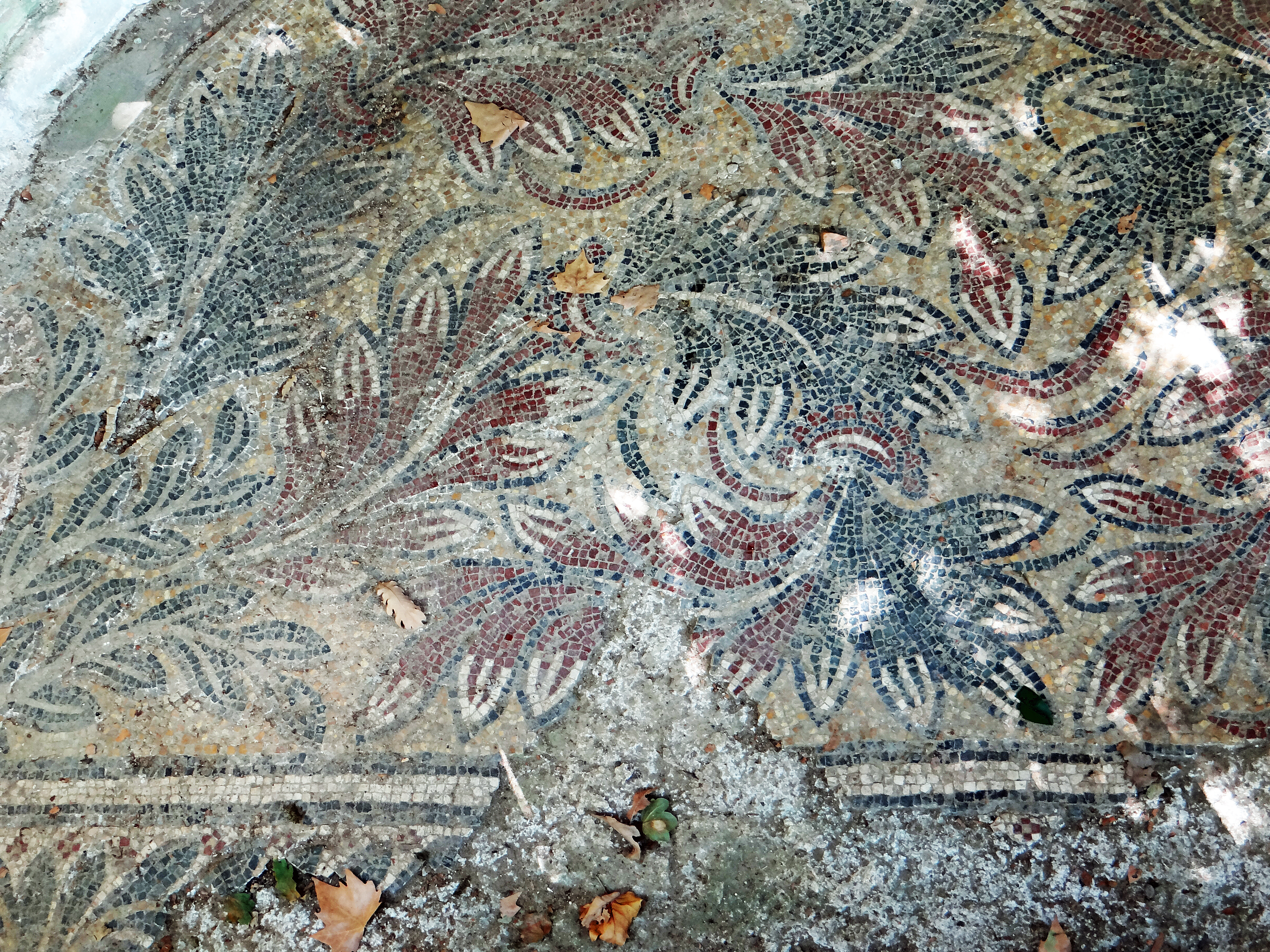
Mosaïque d'une villa gallo-romaine (authentique), Nérac, parc de la Garenne.
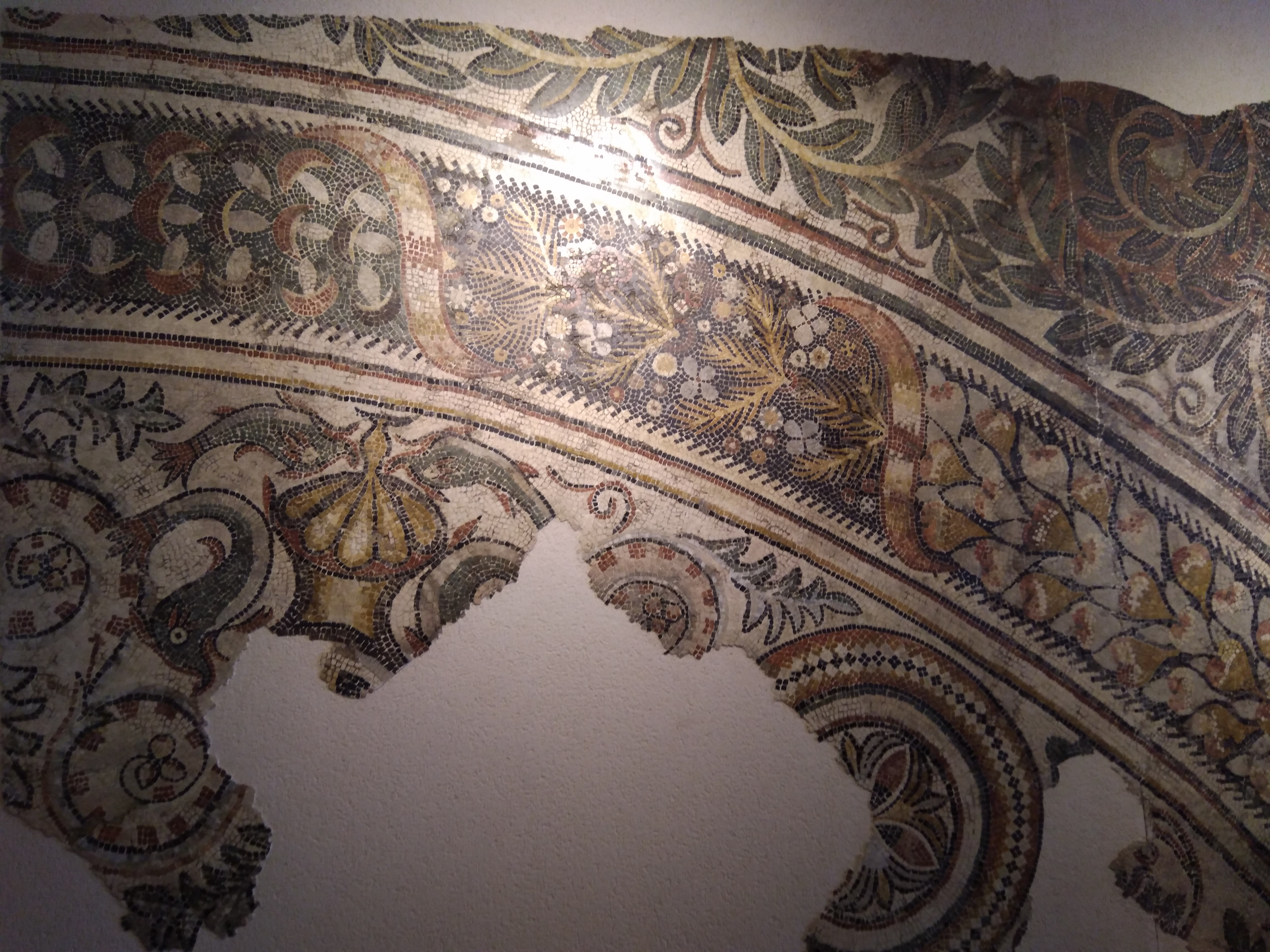
Mosaïque d'une villa gallo-romaine (authentique), Nérac, hôtel de ville.

#### Le parc de la Garenne à la Belle Époque

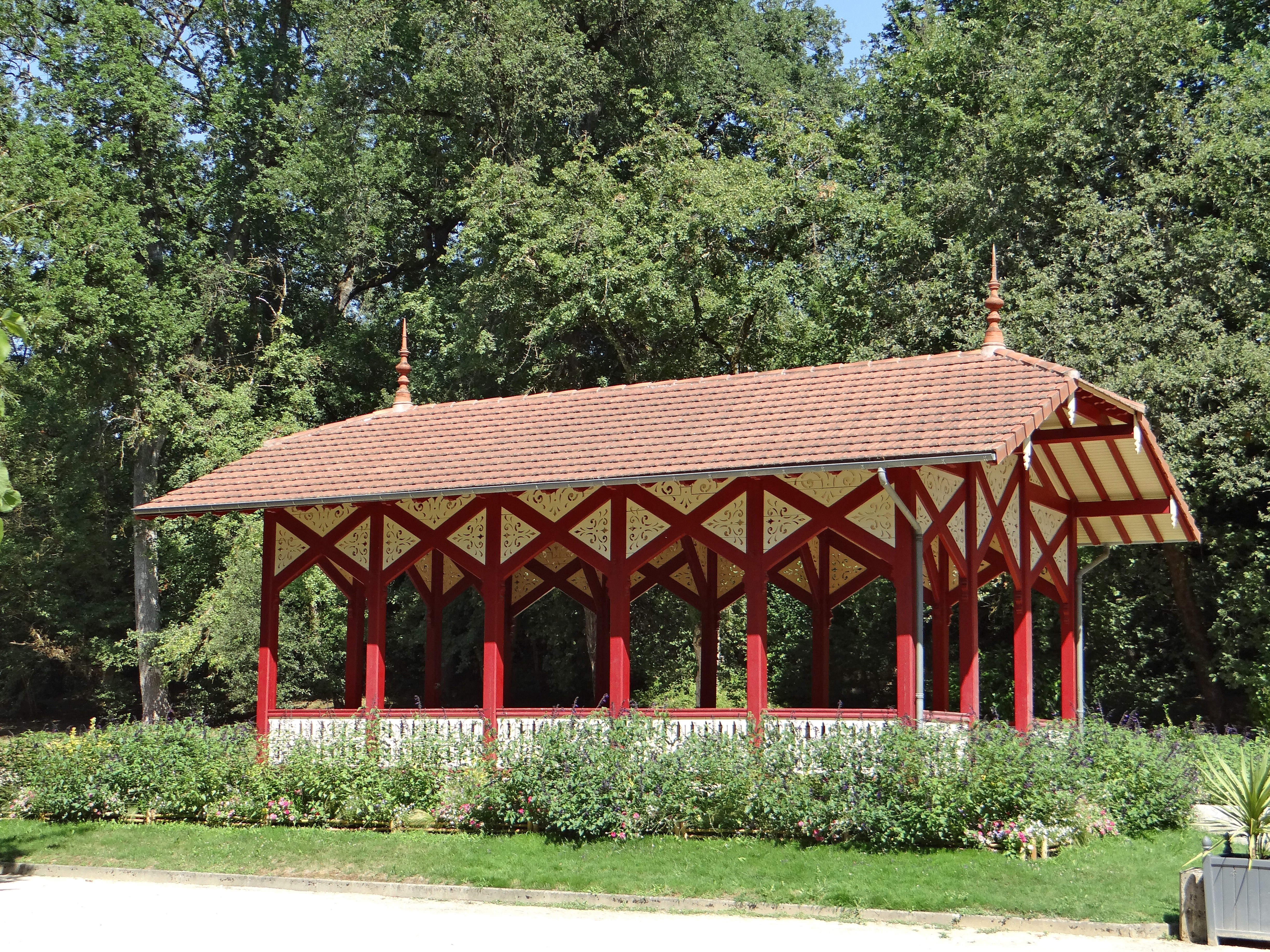
Faubet (architecte), kiosque, 1894.

La fin du XIXe siècle marque une prise de conscience de l'important passé du parc de la Garenne et par la même occasion une idéalisation de ce passé. Ainsi, des constructions fleurissent aux abords de la promenade, tout en faisant des références explicites au passé. C'est le cas par exemple de la grotte de Fleurette (1896) ou encore de la fontaine des Marguerites (1903), érigée à la mémoire de Marguerite de Navarre et Marguerite de Valois. Cette glorification du passé trouve son apogée dans un projet de station thermale en 1931 qui n'était pas sans rapport avec les découvertes archéologiques réalisées cent ans plus tôt.
D'autres constructions émergent sans référence particulière au passé, pour le seul agrément. C'est le cas du théâtre de la nature prenant place derrière la fontaine du Dauphin conçu pour accueillir 2 600 spectateurs et qui consiste en une scène bétonnée entourée de végétation disposée de manière à servir de coulisse. Ce lieu inauguré en 1907 sert alors de café-concert et de grandes représentations d'opérettes y sont données jusqu'en 1966 dont le drame lyrique de Fleurette, joué en présence de son auteur Eugène Pujol et dirigé par Gaston Poulet, alors directeur du Conservatoire de Bordeaux,,. Le 31 août 1913, c'est Carmen de Bizet qui est jouée devant 4 000 personnes.
Le kiosque et le chalet appelé « chalet Henri IV » sont également des constructions destinées à l'agrément, datées de 1894,.

### Premier site classé en Aquitaine

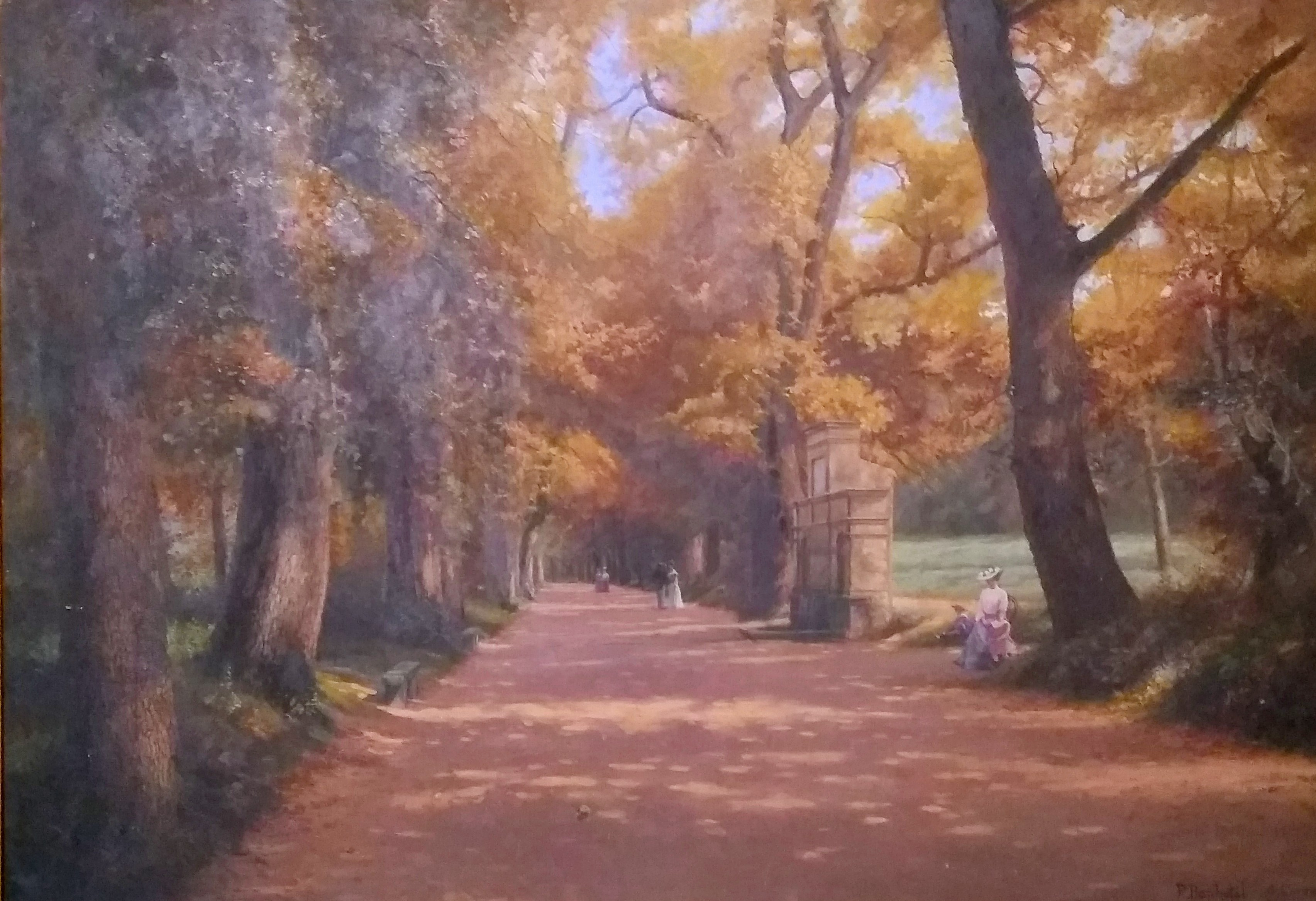
Paul-Émile Bonhotal, L'allée de la Garenne et de la fontaine du Dauphin à Nérac, 1905-1906, Nérac, Château-musée Henri IV.

La Révolution et son iconoclasme dirigé contre « les monuments élevés à l'orgueil, au préjugé et à la tyrannie » laisse place dans le premier tiers du XIXe siècle à une opposition au vandalisme menée par des écrivains tels que Chateaubriand ou Victor Hugo. Il s'ensuit la création d'un poste d'inspecteur général des monuments anciens occupé par Ludovic Vitet puis Prosper Mérimée ayant pour but de réconcilier les Français avec leur passé prérévolutionnaire et de préserver ces monuments anciens de la destruction. Or, le XIXe siècle est également traversé par une autre prise de conscience, celle de la valeur du paysage, une valeur perçue dès le début du siècle par des personnalités des cercles littéraires et artistiques comme madame de Staël ou Prosper Mérimée, l'inspecteur général des monuments anciens. Cette préoccupation quitte rapidement les cercles artistiques et littéraires lorsque se développe le tourisme qui créé un rapport plus contemplatif et pittoresque au paysage. Ainsi, en 1906, le pouvoir de classement qu'exerce le ministère de l'Instruction Publique et des Beaux-Arts est étendu aux « œuvres de la nature ».
C'est grâce à cette loi de 1906 que le 23 juillet 1909, le parc de la Garenne devient un site classé, le premier de la région Aquitaine. Ce classement intervient à point nommé puisque les berges du parc sont régulièrement débordées et fragilisées par la Baïse.
Dès la fin de l'année 1909, la municipalité met en place des mesures de protection et de valorisation du parc.
Le 3 juillet 2020, l'espace protégé est étendu et c'est désormais l'ensemble composé du parc de la Garenne et des jardins du Roy qui devient un site classé, soit 27,2 hectares. Les deux espaces (les jardins du Roy et le parc de la Garenne) sont reliés depuis 2009 par une passerelle construite à l'occasion du centenaire de la classification du parc le 9 octobre 2009.

## Sculptures et fontaines

### Grotte de Fleurette

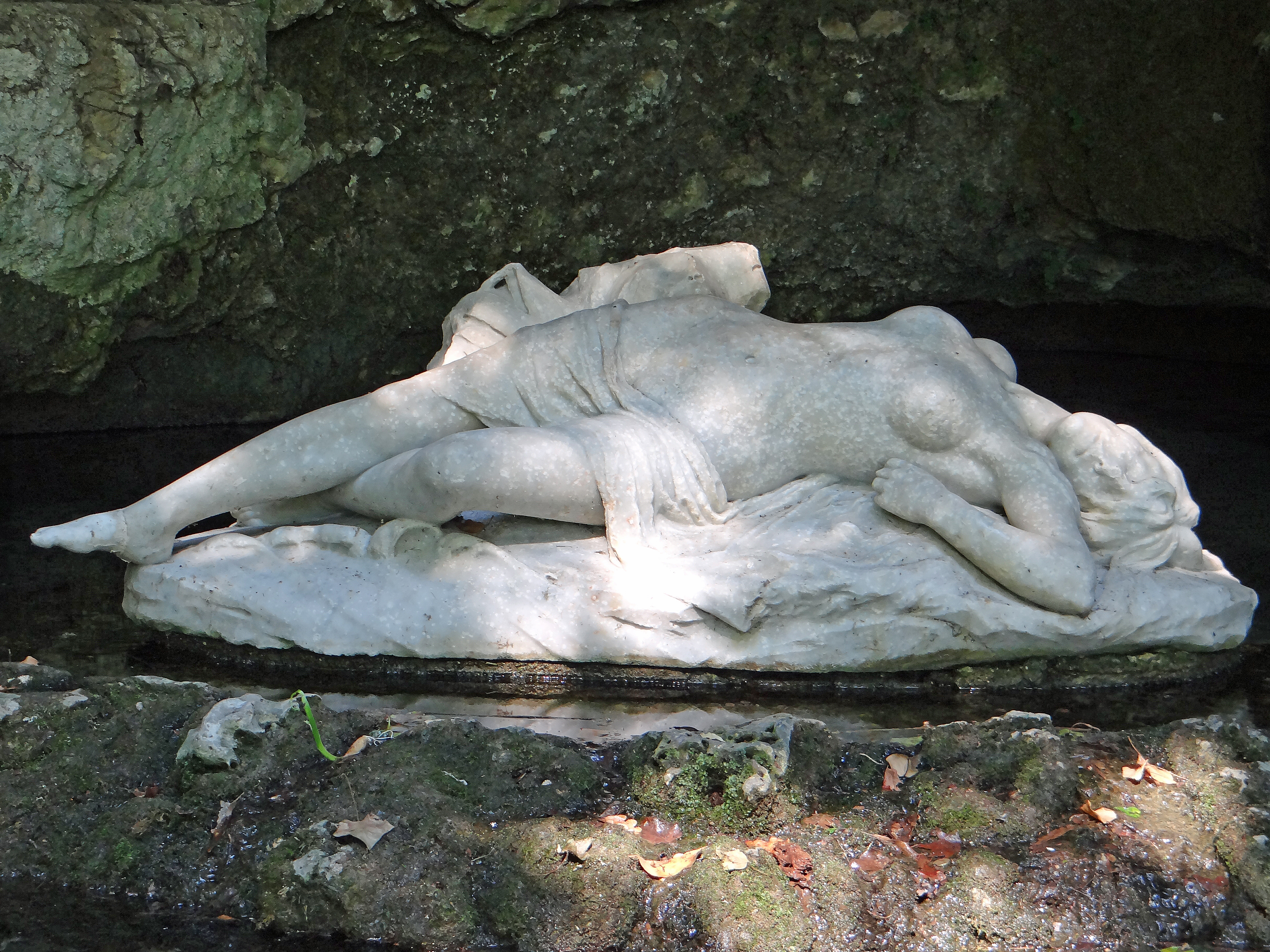
Pierre-Etienne Daniel Campagne, Fleurette noyée, 1896.

La grotte de Fleurette est édifiée par l'entrepreneur Jean Conches en 1896 sur la base d'une cavité naturelle d'où jaillissait une source. La sculpture de Pierre-Etienne Daniel Campagne est achetée par Jean-Baptiste Darlan, député maire de Nérac,. L'inauguration de la grotte a lieu le 27 mai 1896.
Ce lieu faisant référence à la légende de Fleurette s'entoure assez vite d'un certain mystère. Ainsi, en août 1895, Ernest Dupuy (gérant du chalet de la Garenne) croit reconnaître le visage d'Henri IV sur le granit. Après la Grande Guerre, les néracais prennent l'habitude de jeter des pièces dans le bassin en espérant ainsi que leurs vœux soient un jour exaucés.

### Fontaine Saint-Jean

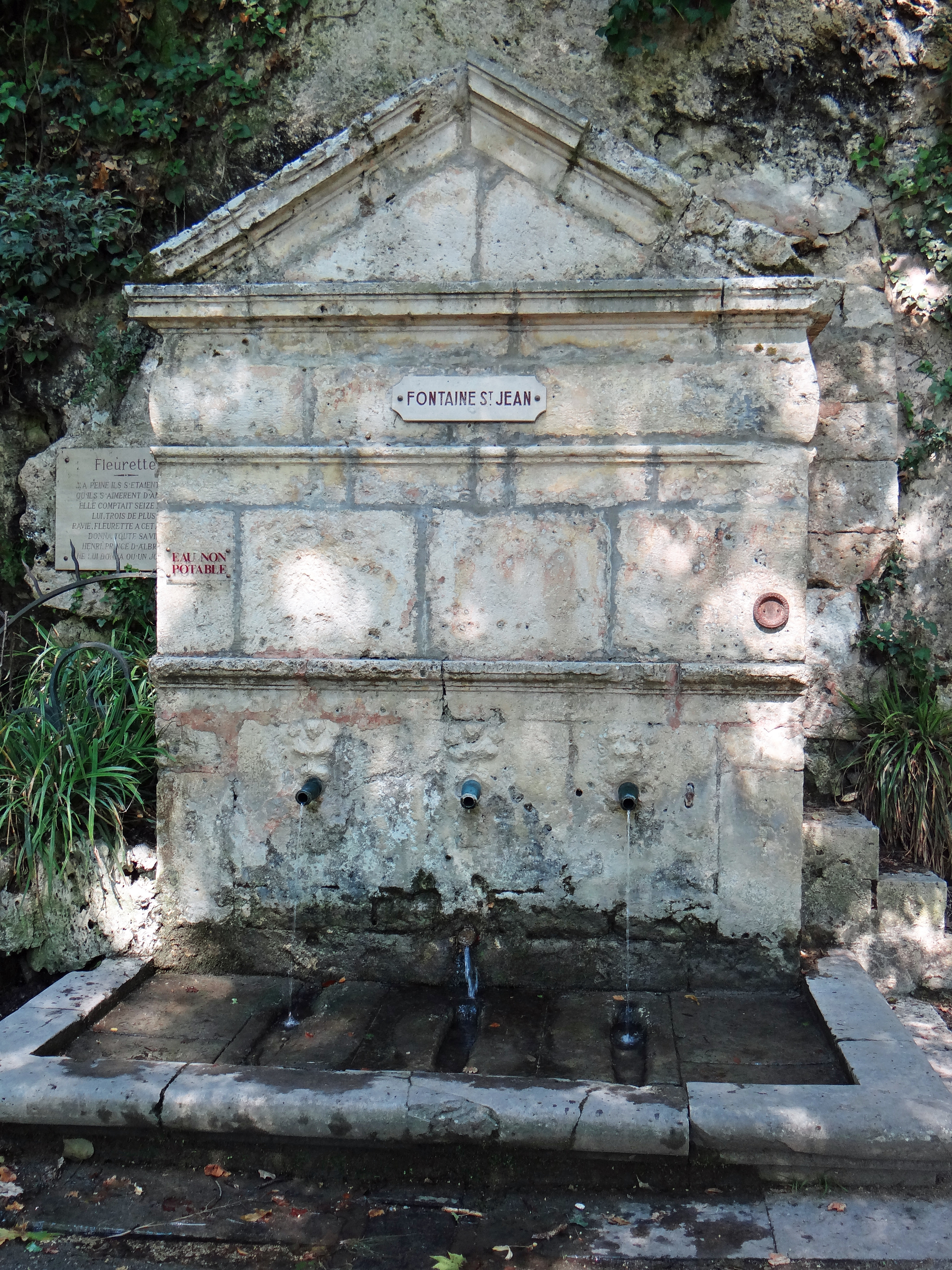
Fontaine Saint-Jean

La fontaine de Saint-Jean est située à côté de la grotte de Fleurette. Elle fut construite par les chevaliers de l'ordre de Saint-Jean de Jérusalem qui avaient une commanderie installée sur le plateau dominant le parc. On distingue sur cette fontaine trois masques en reliefs d'où jaillit l'eau.
En 1947, c'est un liquide huileux et inflammable qui s'échappe des bouches de ces trois masques. On croit alors qu'il y a du pétrole à Nérac. L'affaire fait grand bruit mais pour une courte durée, il s'avère que ces écoulements momentanés sont le fait d'un dépôt de carburant de la Seconde Guerre mondiale dont les fûts mal scellés se déversaient dans la source.

### Fontaine aux Marguerites

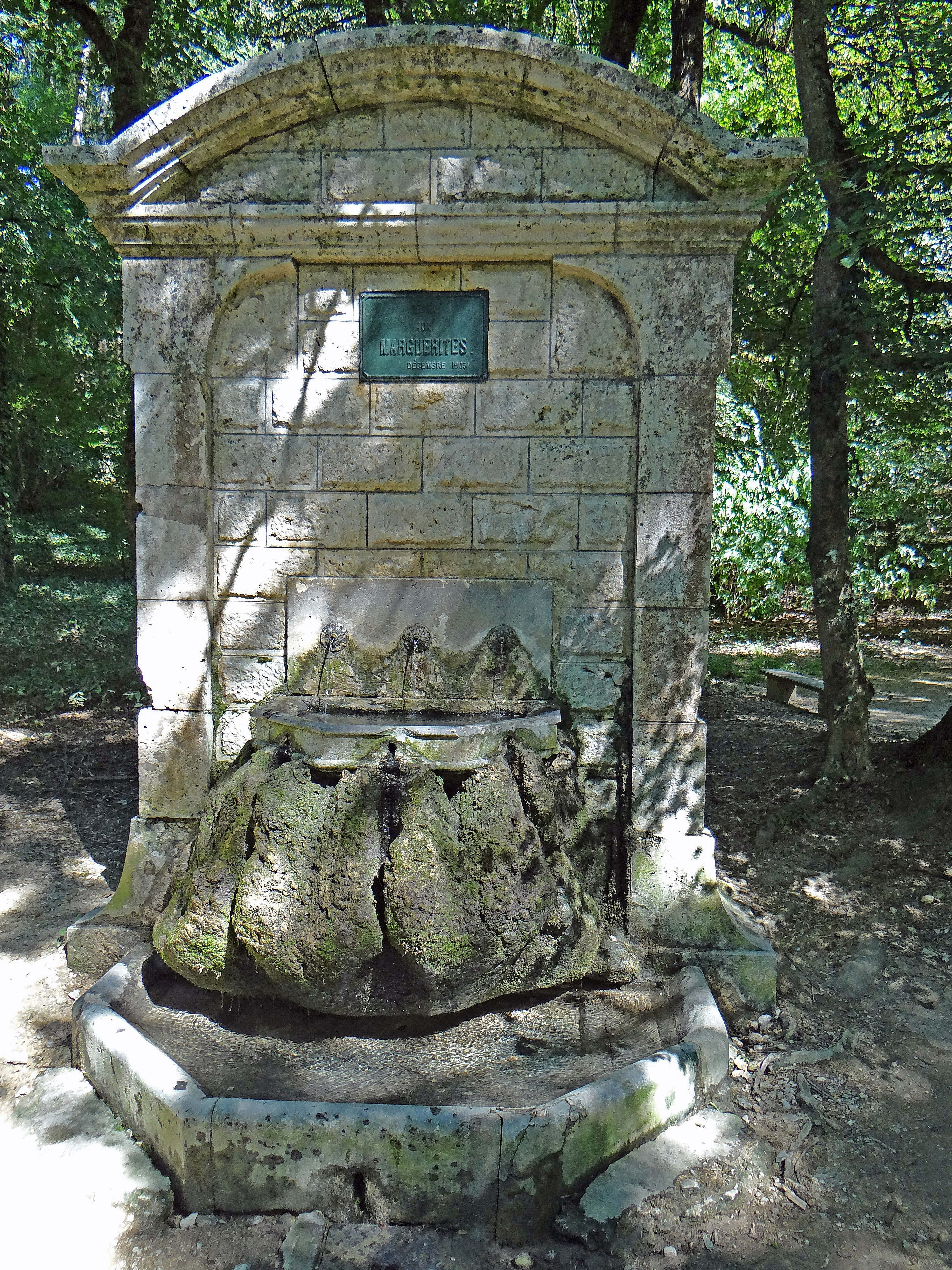
Fontaine aux Marguerites, 1903.

À l'origine de cette fontaine il y a tout d'abord le projet du maire Émile Fréchou de faire transporter la fontaine des Poupettes (située dans les jardins du Roy) dans le parc de la Garenne. Face à l'opposition de la population, il renonce et c'est finalement une nouvelle fontaine qui est construite.
La fontaine aux Marguerites est élevée en hommage à Marguerite de Navarre, sœur de François Ier, à Marguerite de France dite « reine Margot » et à Marguerite de France, fille de François Ier et de Claude de France. Conçue dans un style fait de pierre de taille et de calcaire, la fontaine aux Marguerites se fond dans l'allée des 3000 pas de la reine Margot. Pourtant, cette construction est érigée à l'orée du XXe siècle, en 1903 et porte une plaque en fonte qui indique « dédiée aux Marguerites. Décembre 1903. ». Cela contraste avec la volonté originelle des élus de donner à cette fontaine un aspect ancien, et qui se lisait dans la demande d'un élu de faire apposer un fragment d'architecture de l'hôtel d'Assézat de Toulouse en lieu et place de la plaque en fonte afin de la mettre plus en harmonie avec le style Renaissance du parc.

### Fontaine du Dauphin

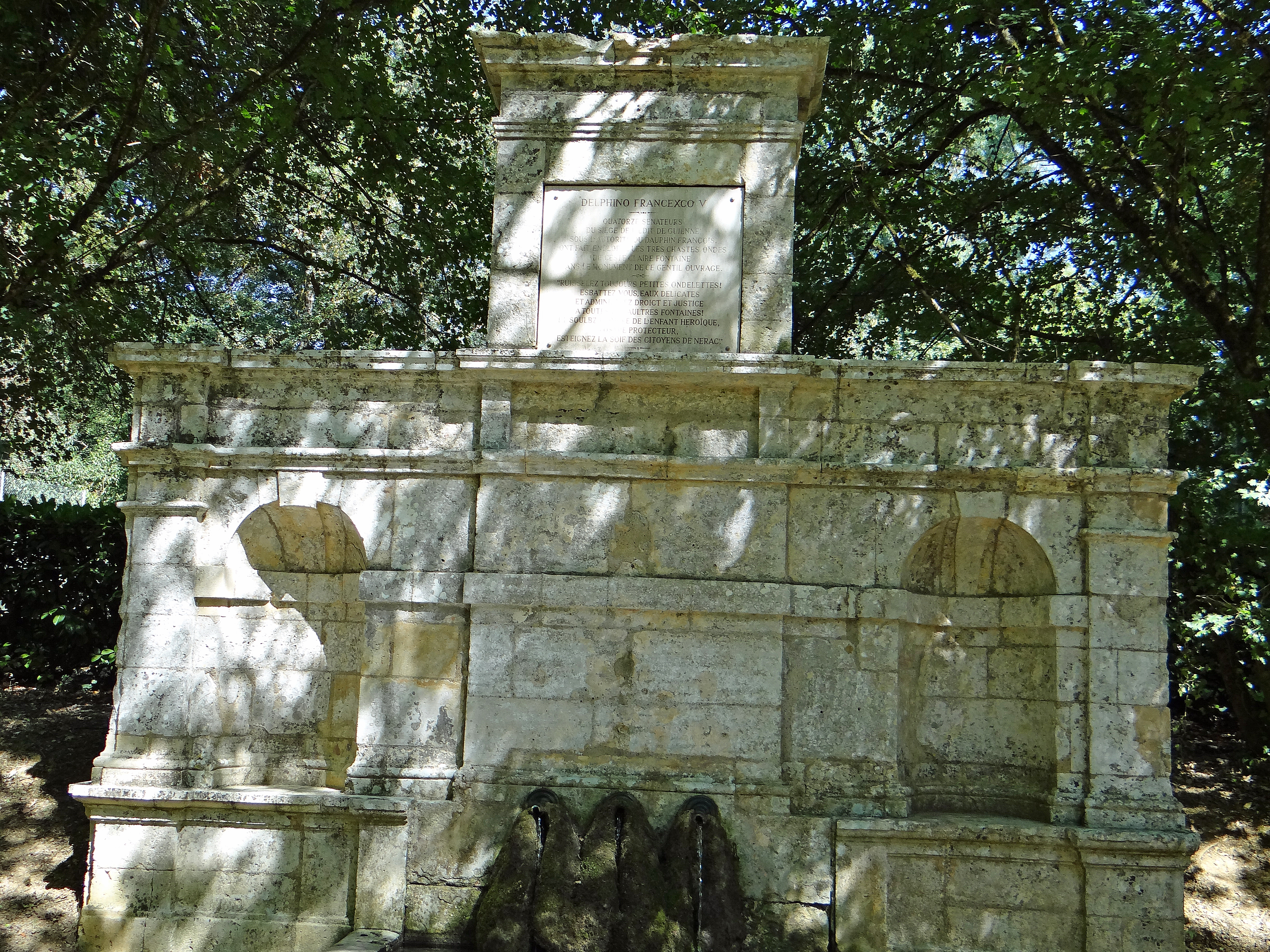
Pierre Souffron, Fontaine du Dauphin, 1602.

La fontaine du Dauphin, située après la fontaine aux Marguerites, fut construite en 1602. Cette fontaine célèbre la naissance du Dauphin, futur Louis XIII et fils d'Henri IV et de sa nouvelle épouse Marie de Médicis. Elle est conçue d'après les dessins de l'architecte Pierre Souffron et financée par des présidents et conseillers de la Chambre de l'Édit de Guyenne, dont certains sont auteurs de l'inscription figurant sur le monument :

« Quatorze sénateurs du siège de l'Édit de Guyenne, soubz l'autorité du Dauphin François, ont fait enclorre les très chastes ondes de ceste claire fontaine dans le monument de ce gentil ouvrage, de peur qu'aulcun, par l'envye des fontaines voisines, ne coupât ses veines, destounât sa source, ne troublât son courant, ne souillât sa situation et ses détours.
Ruisselez toujours, petites ondelettes ! Esbattez-vous, eaux délicates, et administrez droict et justice à toutes les aultres fontaines ! Que vostre flux argentin sorte incessamment ! Que vostre mobilité crespelue sautelle ! Que vostre doux murmure siffle ! Que vostre liqueur vitrée nous adoucisse, et soubz l'ombre de l'enfant héroïque, vostre protecteur d'un cours perpétuel, avec une récréation arrousante, toujours reluisante, esteignez la soif des citoyens de Nérac »

.
La fontaine, en totalité, à savoir l’édicule avec son bassin, est inscrit au titre des Monuments historiques par arrêté du 7 février 2025.

## Biodiversité
Le parc couvre une superficie de 79 000 m2. Le nord de la Garenne (23 000 m2) est essentiellement composé d'arbres d'ornements tels que des platanes, des marronniers, des chênes et des cèdres, la partie sud de la Garenne est un alignement de cèdres et le cœur de la garenne recèle quant à lui de vieux chênes pédonculés, âgés de 150 à 200 ans voire parfois davantage.

### Faune
Dans le parc de la Garenne, 35 espèces d'oiseaux, 14 espèces de mammifères, 8 espèces d'odonates et 9 espèces de papillons ont été dénombrées. Le maintien d'arbres sénescents, notamment des vieux chênes représente une niche écologique très intéressante pour la faune locale ; en particulier pour le Grand Murin et la Pipistrelle commune (espèces protégées) qui vivent dans le parc,.